# 성춘향 (1961년 영화)
"성춘향"(成春香)은 1961년 대한민국의 흑백 영화이다.
이 영화는 한국에서 처음으로 시도된 컬러시네마스코프 작품이란 점과, 같은 형식으로 홍성기(洪性麒) 감독이 만든 "춘향전"과 심한 경작(競作)을 벌였던 점으로 해서 개봉 당시 화제가 되었었다. 관객 35만 명이라는 흥행상 대성공을 거두어 신상옥이 창설한 신필름을 대형 메이커로 올려놓는 역할을 했다. 또한 캐스팅 당시 ‘이팔 청춘’인 16세 정도의 춘향이어야 하나 당시 30세가 넘은 최은희가 춘향 역으로, 김진규가 이도령 역으로 분하면서 적역이 아니었다는 평도 있었다. 하지만 흥행상 성공을 거두며 이런 문제는 완전히 덮어 버리고도 남았다. 이때부터 "춘향전"이란 소재는 대한민국 영화의 흥행 역사에 있어서 지울 수 없는 인연을 맺게 된다.

## 캐스팅
- 최은희 - 춘향 역
- 김진규 - 이몽룡 역
- 허장강 - 방자 역
- 도금봉 - 향단 역
- 이예춘 - 변학도 역
- 박암
- 도금봉
- 조항
- 임예심
- 구봉서
- 서월영
- 김희갑
- 양훈
- 한은진
- 양석천